# C+偵探
《C+偵探》（英語：The Detective）是一部2007年的香港電影，由彭順擔任執導，以及由郭富城、廖啟智、成奎安、黎耀祥、黃德斌等擔任演出，此電影全部在泰國曼谷取景拍攝，內容主要講述私家偵探調查案件的故事。
續作為《B+偵探》，於2009年10月在泰國曼谷開機拍攝，但於2010年3月至5月期間，泰國曼谷發生紅衫軍示威，因此暫停煞科戲拍攝，其後於2010年7月恢復拍攝，之後正式殺青而展開後期製作，並於2011年5月12日在香港上映。

## 劇情內容
陈探（郭富城飾）是一潦倒的私家偵探。某日，花名肥龍（成奎安飾）的人帶著醉意拿着一張女子相片，請探代為找出「她」以阻止這女子想殺他的行動。探見有豐厚酬勞，便一口答應肥龍所託辦之事。探找到相片裡的士多，獲悉此女子名莫慧心（飾），是該士多的常客。
探去找慧心，但見慧心家門重門深鎖。士多伙記(阿炳)拿了一名为大頭明的男子的地址給探叫他試試。當探到達大頭明家中，却赫然發現大頭明於客厅上吊身亡。而在大頭明（飾）的手提電話中储存有數個相信是與他有染的女子相片，其中一人名为燕（谷祖琳飾），探從燕口中查得素芳（商天娥飾）为大頭明其中一合作夥伴。探前往芳家，卻發覺芳早已燒炭身亡。风澤（廖啟智飾）說芳和大頭明一樣因欠債而自殺，但警員卻在芳家裡找到大量現金。事情越来越扑朔迷离……

## 演員表
| 演員                     | 角色   | 關係 | 暱稱             |
| 郭富城                   | 陳 探  | 私家偵探 經常查懸疑案件 在電話錄音中因關世榮被女子用刀刺殺重傷， 先在關世榮家按門鈴引發爆炸而死，然後在醫院留醫 在夢裡見到莫慧心 在關世榮家、莫慧心家尋找物件 曾跟蹤鄺志雄 在垃圾池見到莫慧心的頭部 在銀行先與警察找鄺志雄，之後被鄺志雄抓住， 最後让風澤开枪将鄺志雄爆头击毙 | 阿探 神探哥 探哥 |
| 廖啟智                   | 風 澤  | 警察 陳探之線人 在銀行開槍将鄺志雄爆头击毙 | 澤少             |
| 黎耀祥                   | 關世榮 | 曾為士多店客人、股票經紀 最後被莫慧心附身的潘素芳用刀刺殺重傷，與誤被陳探按門鈴引發爆炸而死 | 細榮             |
| 成奎安                   | 黃有才 | 在偵探社因被莫慧心跟蹤而將莫慧心相片交給陳探 經常喝醉酒 最後因被陳探看見莫慧心的鬼魂相片而墜樓身亡 那天在莫慧心家與莫慧心、鄺志雄和關細榮一起參與生日派對時 被莫慧心拍照的相片，之後在家內的浴室用刀砍下莫慧心的頭部                                                        | 肥龍             |
| 黃德斌                   | 鄺志雄 | 銀行副經理 曾被陳探跟蹤 那天在莫慧心家與莫慧心、黃有才和關細榮一起參與生日派對時 被莫慧心拍照的相片，之後在家內的客廳用相機砸死莫慧心 在銀行先被見警察因殺死莫慧心案件，之後抓住陳探，最後被風澤開槍爆头击毙                                                                |                  |
| 谷祖琳                   | 阿 燕  | 曾為士多店打牌客人 先被陳探跟蹤，之後拉住陳探進入家內， 然後被陳探在家內關於懸疑案件而訪問 |                  |
| 商天娥                   | 潘素芳 | 因心裡內疚而燒炭自殺身亡 |                  |
| 小 雪                    | --     | 大頭明之妻子 曾被陳探在大頭明家關於大頭明自殺案而訪問 |                  |
| 劉兆銘                   | 祥 叔  | 士多店老闆 曾被陳探找莫慧心的地址而訪問 |                  |
| Natthasinee Pinyopiyavid | 莫慧心 | 在夢裹被陳探見到 那天在莫慧心家與鄺志雄、黃有才和關細榮一起參與生日派對時拍照的相片， 最後先在家內的客廳被鄺志雄用刀砍死，接着在家內的浴室被黃有才 用刀砍下她的頭部，然後將她的頭部扔掉在垃圾池                                                                               | 慧心             |
| Chaiyapong Settagarn     | 吳日明 | 因心裡內疚而上吊自殺身亡 | 大頭明           |

## 各地電影分級制度
| 國家／地區 | 級別 |
| ---------- | ---- |
| 香港       | IIB  |
| 新加坡     | PG   |
| 馬來西亞   | U    |
| 南韓       | 15+  |

## 獎項
| 頒獎典禮                     | 獎項             | 名字                           | 結果 |
| ---------------------------- | ---------------- | ------------------------------ | ---- |
| 第27屆香港電影金像獎         | 最佳男主角       | 郭富城                         | 提名 |
| 第27屆香港電影金像獎         | 最佳剪接         | 彭順、彭正熙                   | 提名 |
| 第27屆香港電影金像獎         | 最佳美術指導     | Anuson Pinyopotjanee           | 提名 |
| 第27屆香港電影金像獎         | 最佳服裝造型設計 | Surasak Warakitcharoen         | 提名 |
| 第27屆香港電影金像獎         | 最佳音響效果     | Wachira Wongsaroj              | 提名 |
| 第27屆香港電影金像獎         | 最佳視覺效果     | Suchada Somasavachai           | 提名 |
| 第27屆香港電影金像獎         | 最佳原創電影音樂 | Payont Permsith、Jadet Chawang | 提名 |
| 第44屆金馬獎                 | 最佳男主角       | 郭富城                         | 提名 |
| 第44屆金馬獎                 | 最佳美術設計     | Anuson Pinyopotjanee           | 獲獎 |
| 第十四屆香港電影評論學會大獎 | 推薦電影         |                                | 獲獎 |

## 續集
另外由彭順擔任執導而拍攝製作的一部續集電影《B+偵探》，由郭富城、廖啟智、龔蓓苾、譚耀文和張兆輝擔任主演，於2009年10月在泰國曼谷開機拍攝，於2010年3月至5月期間，泰國曼谷發生紅衫軍示威，續集電影已經暫停拍攝，因此續集電影的煞科戲尚未拍攝，於2010年7月，續集電影終於在泰國曼谷拍攝煞科戲便完成，之後正式殺青而展開後期製作，並於2011年5月12日在香港上映。2010年4月12日，泰國曼谷發生紅衫軍示威接近一個月，寰宇電影公司總經理林小強表示：「彭發執導一部電影《完美童話》（於2012年5月10日上映時改名為《追兇》）於2010年6月在泰國開拍，由劉青雲、江若琳主演，彭順執導一部續集電影《B+偵探》於2010年7月在泰國曼谷拍攝煞科戲便完成。」繼《C+偵探》後，《B+偵探》是彭順及郭富城第二次合作。

## 外部連結
- 香港影庫上《C+偵探》的資料（繁體中文）
- 開眼電影網上《C+偵探》的資料（繁體中文）
- 豆瓣电影上《C+偵探》的資料 （简体中文）
- 时光网上《C+偵探》的資料（简体中文）
- AllMovie上《C+偵探》的资料（英文）
- 爛番茄上《C+偵探》的資料（英文）
- 互联网电影数据库（IMDb）上《C+偵探》的资料（英文）